# Марпесса
Марпесса (др.-греч. Μάρπησσα) — в древнегреческой мифологии дочь царя Евена и Алкиппы, внучка Ареса. Предпочла Аполлону смертного Идаса. Их единственную дочь звали Клеопатра.